# Manuel Baeza
Manuel Hernán Baeza Cornejo (* 9. Oktober 1956 in Providencia, Santiago, oder alternativ 10. Juni 1961) ist ein ehemaliger chilenischer Fußballspieler auf der Position eines linken Stürmers.

## Karriere
Manuel Baeza, auch Camión genannt, begann seine Profikarriere 1975 beim CD Magallanes in der Segunda División. In den Folgejahren lief er noch für den CD Huachipato und den CD Santiago Morning in der zweiten Liga auf. Mit Santiago Morning gelang ihm der Aufstieg in die Primera División und auch danach spielte der Offensivakteur bei Regional Atacama und Unión San Felipe erstklassig. Ab 1985 war Camión wieder bei Vereinen in der Segunda División. Mit dem CD O’Higgins gelang ihm 1987 der erneute Aufstieg, allerdings wechselte Baeza zu den Santiago Wanderers, so dass er in derselben Spielklasse blieb. Von 1989 bis 1990 sammelte der Stürmer beim Acajutla FC in El Salvadors höchster Liga Auslandserfahrung. 1991 beendete er in seinem Heimatland bei Deportes Arica seine Karriere.

## Auszeichnungen
- Torschützenkönig der Segunda División: 1985